# Josef Alfred Heilsberg
Josef Alfred Heilsberg (10. března 1830 Vídeň – 12. července 1894 Vídeň) byl rakouský politik německé národnosti ze Štýrska, v 2. polovině 19. století poslanec Říšské rady.

## Biografie
Narodil se ve Vídni roku 1830 (některé zdroj uvádí 1840). Vystudoval lékařství a pak i práva na Vídeňské univerzitě. Získal titul doktora a usadil se ve Stübingu. Byl zde zvolen do obecního výboru a okresního výboru, později se stal i okresním starostou ve Frohnleitenu. Působil jako předseda místní pobočky zemské zemědělské společnosti. Zastával funkci náměstka předsedy okresní školní rady.
Byl aktivní i ve vysoké politice. Zasedal jako poslanec Štýrského zemského sněmu, kam poprvé usedl roku 1870 a kam byl opakovaně znovu volen. Zasedal i v zemském výboru, ale této funkce se vzdal pro časové zaneprázdnění kvůli souběžnému výkonu funkce poslance Říšské rady. Aktivně na sněmu působil ještě ve volebním období od roku 1890 a zemským poslancem byl až do své smrti. Zasedal rovněž v státní železniční radě.
Také byl poslancem Říšské rady (celostátního parlamentu Předlitavska), kam nastoupil v prvních přímých volbách roku 1873 za městskou kurii ve Štýrsku, obvod Bruck, Leoben, Aflenz, Frohnleiten atd. Mandát obhájil ve volbách roku 1879, volbách roku 1885 a volbách roku 1891 a poslancem byl až do své smrti roku 1894. V roce 1873 se uvádí jako Dr. Josef Alfred Heilsberg, praktický lékař, bytem Stübing.
V roce 1873 zastupoval v parlamentu provládní liberální blok Ústavní strany (centralisticky a provídeňsky orientované), v jehož rámci patřil k mladoliberální skupině. V roce 1878 zasedal v poslaneckém Klubu pokroku. Rovněž po dalších volbách se v říjnu 1879 na Říšské radě uvádí jako člen mladoněmeckého Klubu sjednocené Pokrokové strany (Club der vereinigten Fortschrittspartei). Od roku 1881 patřil do klubu Sjednocené levice, do kterého se spojilo několik ústavověrných proudů německých liberálů. Za tento klub uspěl i ve volbách roku 1885. Po rozpadu Sjednocené levice přešel do frakce Německý klub. V roce 1890 se uvádí jako poslanec obnoveného klubu německých liberálů, nyní oficiálně nazývaného Sjednocená německá levice. I ve volbách roku 1891 byl na Říšskou radu zvolen za klub Sjednocené německé levice. V 90. letech zasedal v předsednictvu parlamentního klubu Sjednocené německé levice.
Zemřel náhle 12. července 1894 ve Vídni, jsa raněn mrtvicí. Do Vídně přicestoval jen tři dny před svým úmrtím a hodlal brzy odjet na svůj statek Stübing ve Štýrsku. 11. července večer si stěžoval na bolest hlavy, která zesilovala. Přivolaní lékaři mu nedokázali pomoci a o půl 1. ráno po záchvatu mrtvice zemřel.